# 安东尼·福克
安东尼·福克 （荷蘭語：Anton Herman Gerard"Anthony" Fokker, 1890年4月6日—1939年12月23日） 是一名荷兰飞行员和飞行器制造家。他因为在第一次世界大战中为德国制造的战斗机而闻名，例如福克E单翼战斗机、福克Dr.I战斗机、福克D-VII战斗机等。

## 生平
1890年安东尼·福克出生在荷属东印度东爪哇省勿里达，4岁随父母回到荷兰哈勒姆定居，1908年夏秋之际莱特兄弟在法国举办的飞机展览深深得吸引了他，20岁被父亲送去德国宾恩技术学校，期望培训成一名汽车机械师，但是他兴趣在飞行器，所以转去了美因茨的Erste deutsche Automobil-Fachschule，1912年在德国柏林附近创建了自己的公司Fokker Aeroplanbau，生产出了大量飞机，不久将工厂搬去了什未林，公司名称改为Fokker Flugzeugwerke GmbH，最终确立改为福克公司。